# Jada Hart
Jada Myii Hart (* 19. März 1998 in Colton, Kalifornien) ist eine US-amerikanische Tennisspielerin.

## Karriere
Hart spielt vor allem auf der ITF Women’s World Tennis Tour, wo sie bislang 2 Turniersiege im Doppel erringen konnte.
Hart spielt 2016 für die UCLA in der College-Mannschaft, den powerhouse Bruins. 2015 spielte sie für das Team der USC.
Ihr erstes Profiturnier spielte Hart im Februar 2015 beim mit 25.000 US-Dollar dotierten Turnier in Surprise, wo sie im Einzel aber bereits in der ersten Qualifikationsrunde Jacqueline Cako mit 6:4, 3:6 und 2:6 unterlag. Mit ihrer Partnerin Emma Higuchi erreichte sie beim gleichen Turnier das Viertelfinale, wo sie gegen die Paarung Samantha Crawford und Caitlin Whoriskey mit 3:6 und 0:6 verloren.
Durch den Gewinn der Juniorinnenkonkurrenz der USTA National Championships zusammen mit ihrer Partnerin Ena Shibahara erhielt die Paarung eine Wildcard für das Hauptfeld im Doppel bei den US Open 2016, wo sie in der ersten Runde gegen die siebtgesetzte Paarung Sania Mirza und Barbora Strýcová mit 3:6 und 2:6 unterlagen. Sie gewannen aber den Titel im Juniorinnendoppel gegen Kayla Day und Caroline Dolehide mit 4:6, 6:2 und [13:11].

## Turniersiege

### Doppel
| Nr. | Datum            | Turnier       | Kategorie | Belag     | Partnerin       | Finalgegnerinnen               | Ergebnis |
| --- | ---------------- | ------------- | --------- | --------- | --------------- | ------------------------------ | -------- |
| 1.  | 28. Januar 2023  | Orlando       | ITF W25   | Hartplatz | Rasheeda McAdoo | Haruna Arakawa Natsuho Arakawa | 6:3, 6:3 |
| 2.  | 25. Februar 2023 | Santo Domingo | ITF W25   | Hartplatz | Rasheeda McAdoo | Arianne Hartono Eva Vedder     | 6:3, 6:3 |

## Abschneiden bei Grand-Slam-Turnieren

### Doppel
| Turnier | 2016 | Bilanz | Karriere |
| ------- | ---- | ------ | -------- |
| US Open | 1    | 0:1    | 1        |